# Independence (rymdfärja)

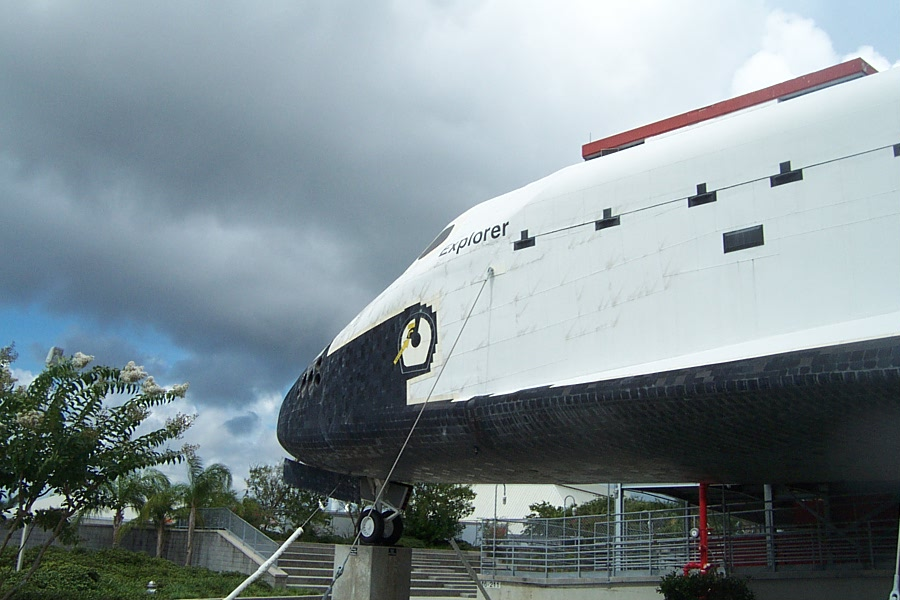
Explorer

Space Shuttle Explorer sedan 2013 Space Shuttle Independence är en modell av en rymdfärja i naturlig storlek. Sedan 2014 finns den utställd vid NASAs Lyndon B. Johnson Space Center i Houston, Texas. 2013 tillkännagav man att den skulle byta namn till Independence.
Mellan 1993 och 2012 var den uppställd på rymdmuseet vid Kennedy Space Center i Florida, USA. 
Till utseendet är den en exakt kopia av en verklig tidig version av rymdfärjorna både invändigt och utvändigt. Den har även målats och blästrats så att den ser ut att ha utsatts för atmosfärens friktion, vilket den alltså inte har. Många tror att Explorer är en riktig rymdfärja eller en av de tidiga prototyperna som släpptes från flygplan, eller en utbildningssimulator, men den är tillverkad endast med tanke på att bli en utställningsmodell.